# 風雲再起時
是一部1990年的美國新黑色黑幫電影，加上黑色幽默的元素，由高安兄弟編劇、執導和監製。主演是加布里埃爾·伯恩、馬西雅·蓋·哈登、約翰·特托羅、喬·波里托、J·E·弗里曼和亞伯特·芬尼。

## 演員
- 加布里埃爾·伯恩 飾 Tom Reagan
- 馬西雅·蓋·哈登 飾 Verna Bernbaum
- 亞伯特·芬尼 飾 Leo O'Bannon
- 約翰·特托羅 飾 Bernie Bernbaum
- 喬·波里托 飾 Johnny Caspar
- J·E·弗里曼（英语：J. E. Freeman） 飾 Eddie Dane
- 史提夫·布斯美 飾 Mink Larouie
- 約翰·麥康諾（英语：John McConnell (actor)） 飾 Bryan
- 麥克·史塔爾（英语：Mike Starr (actor)） 飾 Frankie
- 艾爾·曼西尼（英语：Al Mancini） 飾 Tic-Tac
- 奧萊克·克魯帕（英语：Aleksander Krupa） 飾 Tad
- 米高·傑特 飾 Adolph
- 米高·巴達魯科 飾 Caspar的司機
- 森·溫美 飾 the snickering gunman

## 外部連結
- 互联网电影数据库（IMDb）上《風雲再起時》的资料（英文）
- AllMovie上《風雲再起時》的资料（英文）
- 爛番茄上《風雲再起時》的資料（英文）